# 30XX
30XX là một tựa game độc lập thuộc thể loại đi cảnh do hãng Batterystaple Games phát triển, và cũng là phần tiếp theo của 20XX. Game phát hành dưới dạng early access trên Steam vào ngày 17 tháng 2 năm 2021 và còn được lên kế hoạch phát hành trên các hệ máy chơi game chưa xác định trong tương lai. Giống như phiên bản tiền nhiệm, 30XX lấy cảm hứng từ dòng game Mega Man, nhưng sử dụng những màn chơi được tạo ra theo quy trình. Tuy vậy, không giống như 20XX, trò chơi sở hữu cả mục chơi dạng roguelike và mục chơi "Mega Mode" khiến các màn chơi của toàn bộ game được tạo trước và không thay đổi khi chết, mang đến cho người chơi trải nghiệm giống với dòng game Mega Man nhiều hơn.

## Cốt truyện
Cốt truyện của 30XX xoay quanh nhân vật chính từ bản 20XX là hai android tên gọi Nina và Ace, vừa kịp thức dậy sau một thiên niên kỷ để rồi họ bất chợt nhận thấy thế giới này đã thay đổi không sao đảo ngược lại từ sau sự ra đời của Synthetic Mind (tạm dịch: Tâm trí Tổng thể). Giờ đây Nina và Ace ý thức được mối đe dọa mới mẻ này và phải lên đường sớm ngăn chặn Synthetic Mind thống trị thế giới. 

## Phát triển
Sau những lời phàn nàn về tạo hình nghệ thuật của tựa game 20XX, nhóm phát triển đã phải bắt tay vào việc cải tiến tạo hình nghệ thuật để phần tiếp theo giống với những game như Mega Man ZX nhiều hơn. Sprite trong game này do chính họa sĩ từng tham gia vào trò Rogue Legacy là Glauber Kotaki tạo nên.

## Đón nhận
TJ Denzer của trang tin Shacknews đã mệnh danh tựa game này "chắc chắn sẽ làm hài lòng bất kỳ người hâm mộ thể loại đi cảnh nào cho dù bạn có hiểu rõ roguelike hay không". Mike Minotti của VentureBeat cho biết tựa game này đã có một "sự tăng cường phần hình ảnh đẹp mắt" từ phiên bản tiền nhiệm. Bản phát hành kiểu early access của game được giới phê bình đón nhận tích cực và cho đây là một cải tiến đáng kể so với phiên bản tiền nhiệm.